# مرکز کنوانسیون جرج براون

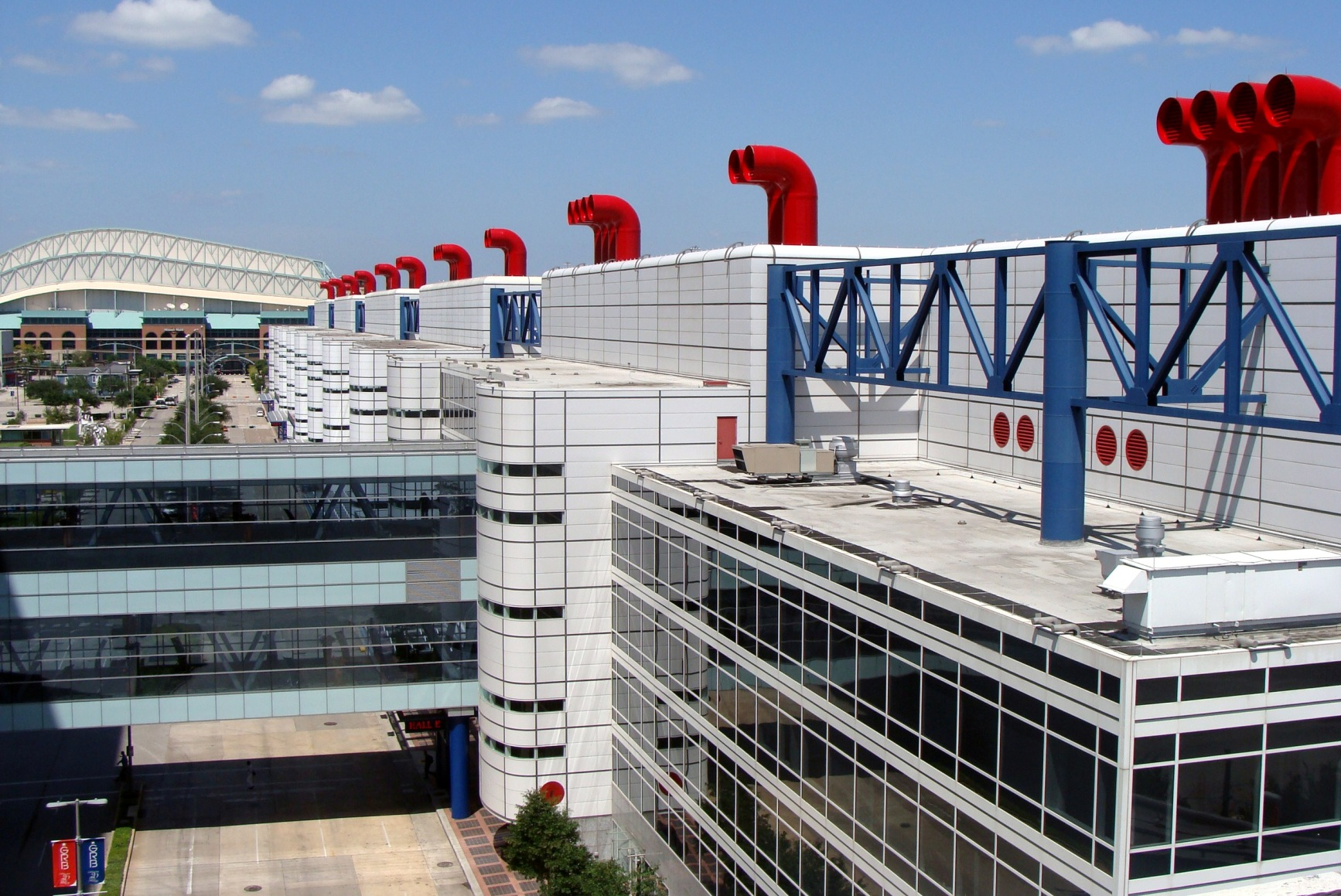

مرکز کنوانسیون جرج براون (به انگلیسی: George R. Brown Convention Center) بزرگترین مرکز کنوانسیون شهر هیوستون است.
این مرکز ۱۶۷۰۰۰ متر مربع مساحت داشته و در مرکز شهر واقع است.

## پیوند
- وبگاه رسمی